# Lavasee

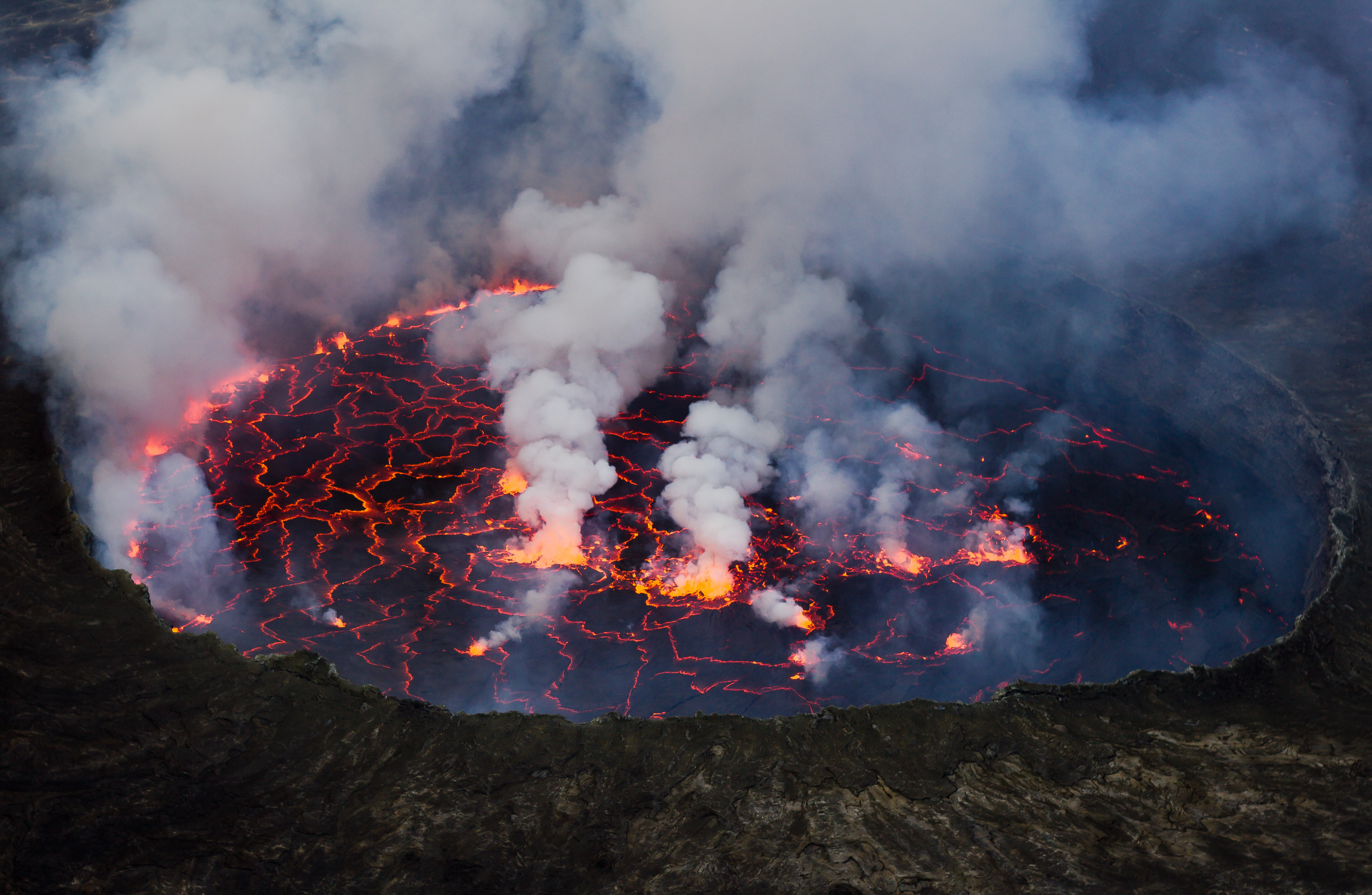
Lavasee im Nyiragongo

Ein Lavasee ist eine Ansammlung von flüssiger Lava in einer Senke, meistens einem Vulkankrater. Manchmal wird der Begriff auch auf einen erstarrten Lavasee angewendet. Befindet sich die Lava in einem Vulkankrater mit direkter Zuführung der Lava von unten, bezeichnet man das als primären Lavasee, wurde der See dagegen durch oberirdische Zuflüsse gespeist, spricht man von einem sekundären Lavasee.
Die meisten aktiven Lavaseen bestehen aus basaltischer Schmelze, außer dem Lavasee des Mount Erebus, der eine phonolithische Schmelze enthält.

## Verhalten
Die aufsteigende rotglühende Lava fängt beim Erreichen der Oberfläche sofort an abzukühlen und bildet eine dünne schwarze Kruste. Da diese Kruste schwerer wird als die heißere flüssige Lava, wird sie alsbald wieder verschluckt, was man schon mit der Subduktion bei der Plattentektonik verglichen hat. Wenn die Zufuhr von frischem Magma oder heißen Gasen größer ist, fängt der See, oder Teile davon, heftig an zu brodeln, bis hin zum Auswurf von Schlacken und Bomben.
Viele der derzeit aktiven Lavaseen sind schon länger aktiv, dabei kann die Höhe des Lavaspiegels aber stark variieren. Manchmal kann der See auch überlaufen, wie das am Kīlauea öfters der Fall ist und eher harmlos verläuft. Am Nyiragongo öffnete sich 1977 eine Spalte im Kraterrand und der Lavasee lief aus. Der schnell fließende Lavastrom forderte 600 Menschenleben.

## Beispiele
Der Vulkan Kīlauea auf Hawaii hat immer wieder Lavaseen in verschiedenen Kratern hervorgebracht. Das letzte große Ereignis mit dem Absinken und dem Neuauffüllen der Lavaseen in den Kratern Puʻu ʻŌʻō und Halemaʻumaʻu
fand im März 2011 statt. Deren Lavaspiegel schwankt derzeit erheblich.

### Aktive Lavaseen
Auf der Erde gibt es derzeit (Stand 2023) nur wenige aktive Lavaseen.

#### Afrika

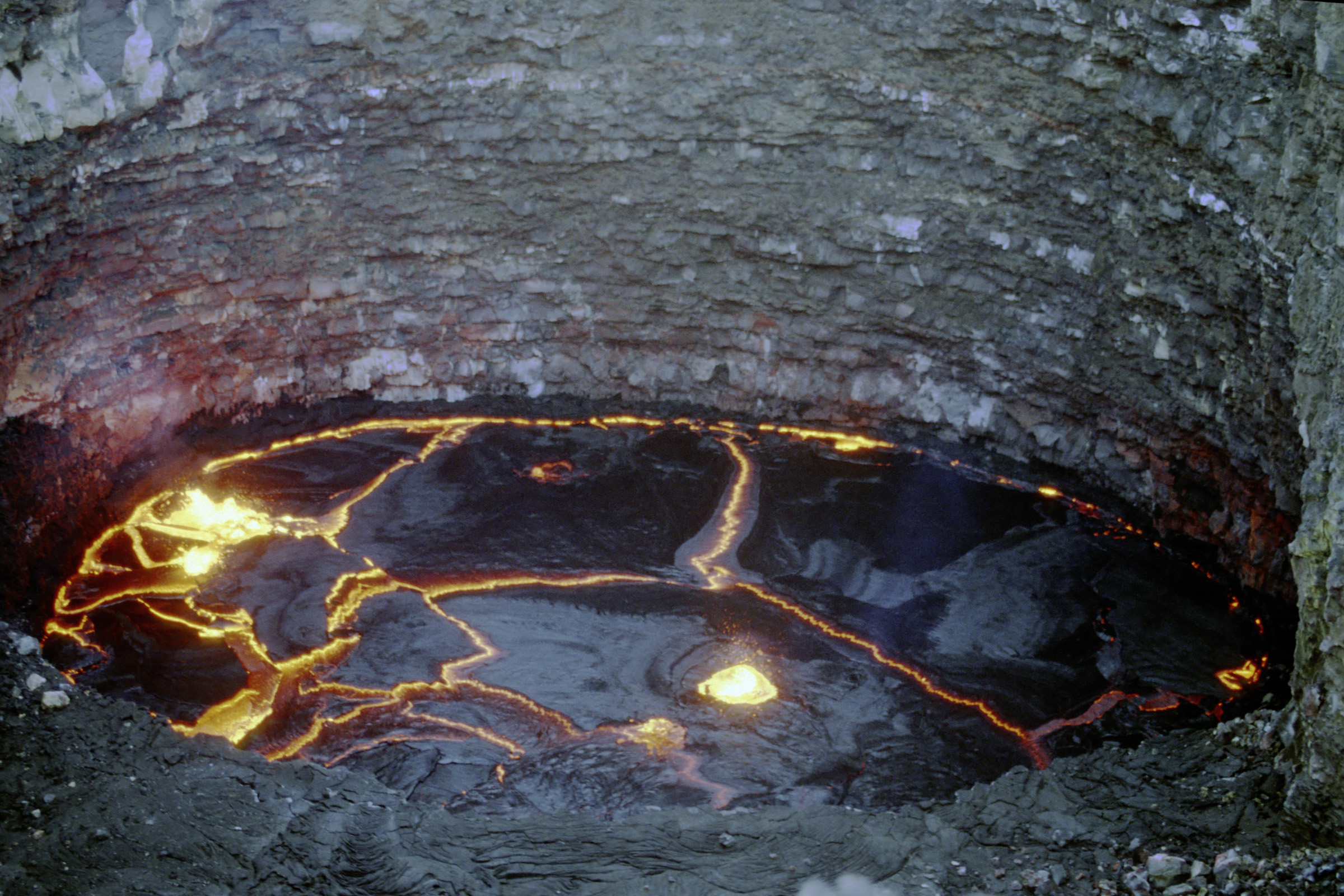
Erta Ale: Lavasee in einem Pitkrater (Äthiopien, 2001)

- Erta Ale (Äthiopien): 80 m × 90 m Durchmesser, seit 1906 aktiv
- Nyiragongo (Virunga National Park, Kongo): rund 200 m Durchmesser, seit 1977 intermittierend aktiv

#### Antarktis
- Mount Erebus (Antarktis): 60 m × 45 m groß, mindestens seit 1972 aktiv

#### Atlantischer Ozean
- Mount Michael (Südliche Sandwichinseln): Größe unbekannt, mindestens seit 2019 aktiv

#### Mittel- und Südamerika
- Masaya (Nicaragua):
- Villarrica (Chile): seit 2009 intermittierend aktiv

#### Pazifischer Ozean

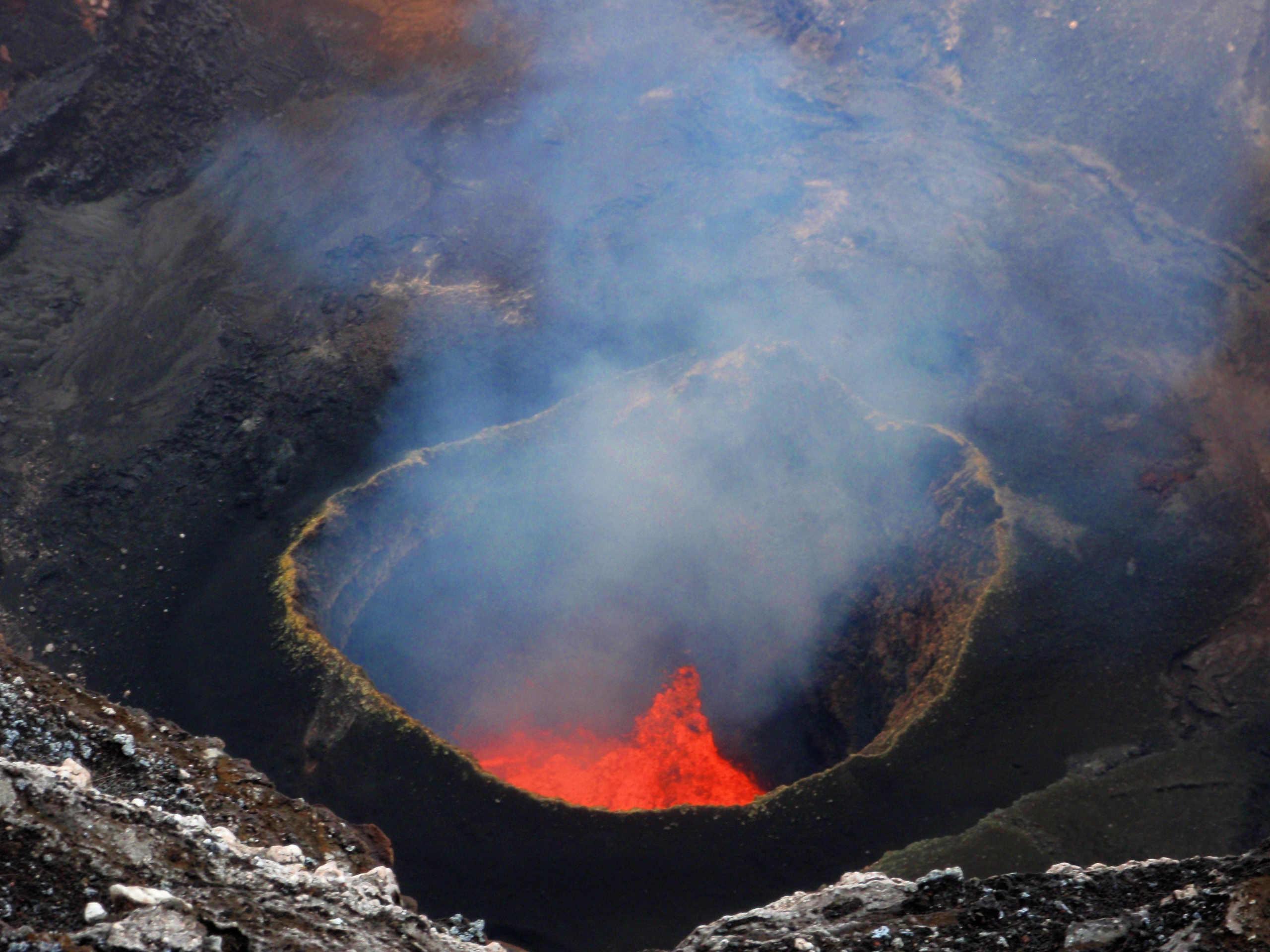
Ambrym: Lavasee (Vanuatu, 2009)

- Halemaʻumaʻu-Krater (Kīlauea, Hawaii): bis 1924 und von 2008 bis 2018 aktiv, seit Dezember 2020 erneut.
- Ambrym (Vanuatu): Krater des (Mbwelesu-)Marum
- Ambrym (Vanuatu): Krater des Benbow[5]

### Erstarrte Lavaseen
Mehrere erstarrte Lavaseen sind im Fort Rock Basin, im US-Bundesstaat Oregon innerhalb von pleistozänen Tuffringen zu finden. Auch bei Dimmuborgir am See Mývatn in Nordisland handelt es sich um die Reste eines erstarrten Lavasees.
Jüngere Beispiele findet man am Kilauea, wo unter anderem 1959 der Kīlauea-Iki-Krater durch einen Lavastrom 116 m aufgefüllt wurde und dann langsam erstarrte. Damit ist das auch ein Beispiel für einen sekundären Lavasee. Unter anderem an diesem Lavasee konnte durch Bohrungen der Temperaturverlauf und die magmatische Differentiation beim Erstarrungsprozess beobachtet und analysiert werden. So dauerte es am nur 20 m tiefen Alae-Lavasee fast 400 Tage, bis er völlig erstarrt, die Temperatur unter 1000 °C, der Solidustemperatur von Basalt, abgesunken war.

### Außerirdische Lavaseen
Auf dem Jupitermond Io werden in mehreren Vulkankratern aktive Lavaseen vermutet. Beispiele sind Loki Patera und Tupan Patera.

### Rezeption
Der Regisseur Werner Herzog drehte 2016 zusammen mit dem Vulkanologen Clive Oppenheimer den Dokumentarfilm "Into the Inferno", in welchem es unter anderem um Vulkane und das menschliche Leben mit diesen geht. Im Speziellen aber um die zu diesem Zeitpunkt aktiven Lavaseen auf Ambrym (Vanuatu), den Erta Ale und den Mount Erebus.

### Fotos und Videos
- Video: Lavasee am Kīlauea
- Ein erstarrter Lavasee am Pico Partido auf Lanzarote.

### Andere
- Seltenes Naturphänomen: Lavaseen. Themenspezial Vulkanismus und Gesellschaft. eskp.de, Helmholtz Erde und Umwelt.
- USGS Glossary Eintrag (englisch)